# Ehrenfeld
Ehrenfeld és una població dels Estats Units a l'estat de Pennsilvània. Segons el cens del 2000 tenia 234 habitants.

## Demografia
Segons el cens del 2000, Ehrenfeld tenia 234 habitants, 90 habitatges, i 65 famílies. La densitat de població era de 231,7 habitants per quilòmetre quadrat.
Dels 90 habitatges en un 30% hi vivien nens de menys de 18 anys, en un 57,8% hi vivien parelles casades, en un 10% dones solteres, i en un 26,7% no eren unitats familiars. En el 24,4% dels habitatges hi vivien persones soles el 15,6% de les quals corresponia a persones de 65 anys o més que vivien soles. El nombre mitjà de persones vivint en cada habitatge era de 2,6 i el nombre mitjà de persones que vivien en cada família era de 3,11.
Per edats la població es repartia de la següent manera: un 24,8% tenia menys de 18 anys, un 7,7% entre 18 i 24, un 25,2% entre 25 i 44, un 26,5% de 45 a 60 i un 15,8% 65 anys o més.
L'edat mediana era de 39 anys. Per cada 100 dones de 18 o més anys hi havia 97,8 homes.
La renda mediana per habitatge era de 28.125 $ i la renda mediana per família de 30.500 $. Els homes tenien una renda mediana de 25.000 $ mentre que les dones 15.781 $. La renda per capita de la població era d'11.037 $. Entorn del 10% de les famílies i l'11,4% de la població estaven per davall del llindar de pobresa.

## Fills il·lustres
- Charles Bronson (1921 - 2003) actor

## Poblacions més properes
El següent diagrama mostra les poblacions més properes.